# نادي باستوريو
نادي باستوريو لكرة القدم (بالإسبانية: Pastoreo Fútbol Club)  هو نادي كرة قدم في باراغواي. تأسس النادي في عام 2020 ويلعب في دوري الدرجة الثانية.